# 索菲·科克斯
索菲·科克斯（英語：Sophie Cocks，1994年7月25日—），新西兰女子曲棍球运动员。她曾代表新西兰国家队参加2014年英联邦运动会曲棍球比赛，获得一枚铜牌。她也曾参加2016年夏季奥林匹克运动会。